# مدرسة تشهارباغ
مدرسة تشهارباغ هي مدرسة تاريخية تعود إلى السلالة الصفوية، وتقع في أصفهان.